# Ahmed Benbouchta
Pour les articles homonymes, voir Benbouchta.
Ahmed Benbouchta, né en 1909 à Meknès et mort en 1973, est un homme politique marocain.

## Biographie
Ahmed Benbouchta est l'un des signataires du Manifeste de l'indépendance le 11 janvier 1944. Après l'indépendance, il fut ministre de la justice, puis ministre de l'Intérieur dans le Gouvernement Mohammed Karim Lamrani 1. Il fut nommé par le Roi Hassan II gouverneur de Fès ainsi qu'au Conseil suprême.
Il fut légèrement blessé par balle lors du Coup d'État de Skhirat en 1971.

## Famille
Son père Idriss Benbouchta était le chambellan de Moulay Abdelaziz, sultan du Maroc de 1894 à 1908.

## Hommage
Une rue de Casablanca porte son nom.

## Distinctions
- Chevalier de l'ordre du Ouissam alaouite